# Ramornie-Nationalpark
Der Ramornie-Nationalpark ist ein Nationalpark im Nordosten des australischen Bundesstaates New South Wales, 485 km nördlich von Sydney und rund 25 km westlich von Grafton.
Der Park liegt südwestlich des Nymboida-Nationalparks zwischen Nymboida River und Orara River.
Im Park findet sich Eukalyptuswald mit den Spezies "Large-leaved Spotted Gum" (Corymbia henryi), "Pink Bloodwood" (Corymbia intermedia), Zitroneneukalyptus (Corymbia citriodora, Syn. Corymbia variegata), "Thick-leaved Mahogany" (Eucalyptus carnea), "Grey Box" (Eucalyptus moluccana), "Grey Gum" (Eucalyptus propinqua), "Grey Ironbark" (Eucalyptus siderafloia) und "Turpentine" (Sincarpia glumilifera). In den letzten 150 Jahren wurde das Gebiet als Viehweide genutzt und zu diesem Zweck das Unterholz regelmäßig abgebrannt. Dies macht den Park heute besonders anfällig für Waldbrände, die auch spätestens alle paar Jahre dort ausbrechen.
In den Wäldern finden sich zehn vom Aussterben bedrohte Kleinfledermausarten.